# Mulier recte olet, ubi nihil olet
 Mulier recte olet, ubi  nihil olet  лат. (изговор: мулијер ректе олет, уби нихил олет). Жена лијепо мирише ако ни на шта не мирише. (Плаут)

## Поријекло изреке
Изреку изрекао  Тит Макције Плаут један од највећих   римских  писаца  комедија  у смјени трећег и другог вијека прије нове ере.

## Тумачење
Жена најљепше мирише када мирише по природи сопственог тијела.